# Gumgol, Mundargi
Gumgol là một làng thuộc tehsil Mundargi, huyện Gadag, bang Karnataka, Ấn Độ.